# Нариманидзе, Александр
Александр Нариманидзе (груз. ალექსანდრე ნარიმანიძე; род. 3 июля 2005) — грузинский футболист, защитник клуба «Жилина».

## Карьера
В 2023 году стал игроком основной команды «Сабуртало» («Иберия 1999»). Дебютировал в чемпионате Грузии 2 декабря в матче с «Динамо» (Тбилиси). В феврале 2025 года перешел в словацкую «Жилину», где выступал за фарм-клуб и основную команду. Дебютировал в чемпионате Словакии 30 марта в матче со «Спартаком» (Трнава).

## Карьера в сборной
Выступал за молодежные команды Грузии.